# Henrich Mchitarjan
Henrich Hamleti Mchitarjan (arménsky Հենրիխ Մխիթարյան; * 21. ledna 1989, Jerevan) je arménský profesionální fotbalista, který hraje na pozici ofensivního záložníka či křídelníka za italský klub FC Inter Milán a za arménský národní tým.
V letech 2009, 2011, 2012, 2013, 2014, 2015, 2016, 2017, 2019 a 2020 byl zvolen fotbalistou roku v Arménii.
Je známý i tím, že umí arménsky, německy, anglicky, francouzsky, italsky, rusky a portugalsky.

## Klubová kariéra

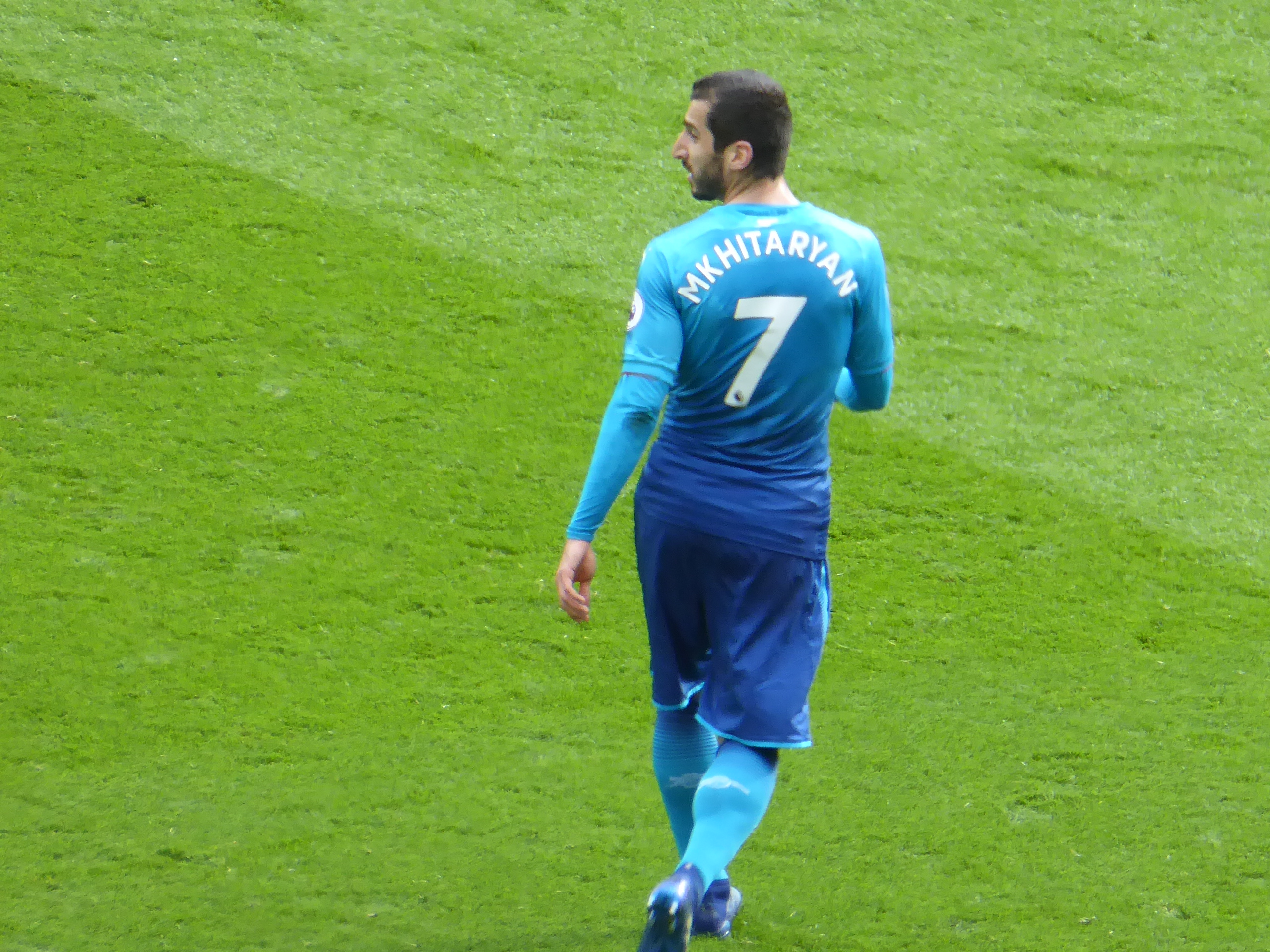
Henrich Mchitarjan v dresu Arsenalu

Začínal v arménském klubu FC Pjunik, odkud odešel na Ukrajinu. Zde působil nejprve v Metalurhu Doněck a poté v konkurenčním Šachtaru Doněck. V sezóně 2011/12 jej fanoušci Šachtaru zvolili nejlepším hráčem klubu. Dostal se i do žebříčku „UEFA Top 100“.
V dubnu 2013 získal s ukrajinským Šachtarem třetí ligový titul, Šachtaru jej zaručila remíza 1:1 s Metalistem Charkov čtyři kola před koncem soutěže.

### Borussia Dortmund
V červenci 2013 přestoupil za 27,5 mil. eur do Borussie Dortmund. Jeho angažmá v německém klubu nezačalo dobře, neboť se v přípravném zápase 16. července proti švýcarskému celku FC Luzern (výhra 4:1) zranil, natrhl si vazy. Ve 4. bundesligovém kole v závěru srpna 2013 zařídil dvěma góly vítězství 2:1 nad Eintrachtem Frankfurt. 14. září 2013 se podílel jednou brankou na kanonádě 6:2 proti Hamburku. 8. února 2014 vstřelil dva góly v utkání proti SV Werder Bremen, Dortmund zvítězil 5:1.
Před sezonou 2014/15 vyhrál s Borussií DFL-Supercup 2014, proti Bayernu Mnichov (výhra 2:0) jedenkrát skóroval.

### Manchester United
2. července 2016 Borussia Dortmund oznámila, že Henrich Mchitarjan přestoupil do anglického klubu Manchester United FC. Odhadovaná částka přestupu je 26,3 milionů liber.

### Arsenal
Během ledna 2018 došlo k výměně hráčů mezi Manchesterem United a Arsenalem. Do United přišel Alexis Sánchez, Mchitarjan zase přestoupil do londýnského klubu.

### AS Roma
Na začátku září 2019 odešel Mchitarjan na hostování do italského AS Řím.

## Reprezentační kariéra
Mchitarjan má za sebou starty za mládežnické výběry Arménie v kategoriích od 17 let.
V A-mužstvu Arménie debutoval 14. ledna 2007 v přátelském utkání v Los Angeles proti Panamě, které skončilo remízou 1:1. Mchitarjan nastoupil do druhého poločasu. První gól vstřelil 28. března 2009 Estonsku v kvalifikaci na MS 2010, v zápase hraném na arménském Stadionu republiky se zrodila remíza 2:2.
V kvalifikaci na EURO 2012 vstřelil celkem 6 gólů a stal se tak nejlepším kanonýrem základní skupiny B o jeden gól před svým reprezentačním spoluhráčem Gevorgem Ghazarjanem a Irem Robbiem Keanem (oba skórovali celkem pětkrát). Mchitarjan se trefil dvakrát proti Slovensku (8. října 2010, výhra 3:1 a 6. září 2011, výhra 4:0), dvakrát proti Andoře (12. října 2010, výhra 4:0 a 2. září 2011, výhra 3:0) a jednou proti Makedonii (7. října 2011, výhra 4:1) a Irsku (11. října 2011, prohra 1:2). Jeho gólová potence však na postup na EURO nestačila, Arménie skončila se 17 body na třetím místě za prvním Ruskem a druhým Irskem.
V kvalifikaci na MS 2014 vstřelil 12. října 2012 jeden gól Itálii, z vítězství se však radovali Italové, kteří si odvezli z Arménie 3 body za výhru 3:1. 26. března 2013 nastoupil v Jerevanu proti národnímu týmu České republiky, Arménie podlehla soupeři 0:3. 11. června 2013 nastoupil v Kodani proti domácím Dánům a vstřelil svoji jedenáctou reprezentační branku, měl tak podíl na poněkud překvapivém debaklu 4:0, který Dánsku značně zkomplikoval postupové naděje alespoň do baráže na MS 2014. Do té se nakonec ani Arménie nedostala, skončila se ziskem 13 bodů na pátém místě. Mchitarjan v kvalifikační skupině B nastřílel celkem 3 góly (dva v zápasech s Itálií a jeden Dánsku).

## Osobní život
Narodil se v Jerevanu v rodině populárního arménského fotbalisty Hamleta Mchitarjana a Mariny Taschianové. Vyrůstal ve Francii, kde jeho otec hrával fotbal. Ten však zemřel na rakovinu ve třiatřiceti letech, když bylo Henrichovi sedm let. Jeho matka Marina je v současnosti hlavní manažerkou reprezentačních výběrů Arménské fotbalové federace. Také jeho sestra Monica působí ve fotbale, je hlavní asistentkou v sídle fotbalové asociace UEFA.
Jeho fotbalovým vzorem je fenomenální francouzský záložník s alžírskými kořeny Zinedine Zidane.

## Statistiky

### Klubové
K zápasu odehranému 6. srpna 2020
| Klub              | Sezóna  | Liga              | Liga   | Liga | Národní pohár | Národní pohár | Ligový pohár | Ligový pohár | Evropské poháry | Evropské poháry | Ostatní | Ostatní | Celkem | Celkem |
| Klub              | Sezóna  | Liga              | Zápasy | Góly | Zápasy        | Góly          | Zápasy       | Góly         | Zápasy          | Góly            | Zápasy  | Góly    | Zápasy | Góly   |
| ----------------- | ------- | ----------------- | ------ | ---- | ------------- | ------------- | ------------ | ------------ | --------------- | --------------- | ------- | ------- | ------ | ------ |
| Pyunik            | 2006    | Bardsragujn chumb | 12     | 1    | 0             | 0             | —            | —            | —               | —               | —       | —       | 12     | 1      |
| Pyunik            | 2007    | Bardsragujn chumb | 24     | 12   | 0             | 0             | —            | —            | 4               | 0               | —       | —       | 28     | 12     |
| Pyunik            | 2008    | Bardsragujn chumb | 24     | 6    | 5             | 3             | —            | —            | 2               | 0               | —       | —       | 31     | 9      |
| Pyunik            | 2009    | Bardsragujn chumb | 10     | 11   | 6             | 2             | —            | —            | —               | —               | —       | —       | 16     | 13     |
| Pyunik            | Celkem  | Celkem            | 70     | 30   | 11            | 5             | —            | —            | 6               | 0               | —       | —       | 87     | 35     |
| Metarluh Doněck   | 2009/10 | Premjer-liha      | 29     | 9    | 2             | 1             | —            | —            | 6               | 4               | —       | —       | 37     | 14     |
| Metarluh Doněck   | 2010/11 | Premjer-liha      | 8      | 3    | 0             | 0             | —            | —            | —               | —               | —       | —       | 8      | 3      |
| Metarluh Doněck   | Celkem  | Celkem            | 37     | 12   | 2             | 1             | —            | —            | 6               | 4               | —       | —       | 45     | 17     |
| Šachtar Doněck    | 2010/11 | Premjer-liha      | 17     | 3    | 3             | 1             | —            | —            | 7               | 0               | —       | —       | 27     | 4      |
| Šachtar Doněck    | 2011/12 | Premjer-liha      | 26     | 10   | 4             | 1             | —            | —            | 6               | 0               | 1       | 0       | 37     | 11     |
| Šachtar Doněck    | 2012/13 | Premjer-liha      | 29     | 25   | 4             | 2             | —            | —            | 8               | 2               | 1       | 0       | 42     | 29     |
| Šachtar Doněck    | Celkem  | Celkem            | 72     | 38   | 11            | 4             | —            | —            | 21              | 2               | 2       | 0       | 106    | 44     |
| Borussia Dortmund | 2013/14 | Bundesliga        | 31     | 9    | 5             | 2             | —            | —            | 10              | 2               | 0       | 0       | 46     | 13     |
| Borussia Dortmund | 2014/15 | Bundesliga        | 28     | 3    | 6             | 1             | —            | —            | 7               | 0               | 1       | 1       | 42     | 5      |
| Borussia Dortmund | 2015/16 | Bundesliga        | 31     | 11   | 6             | 5             | —            | —            | 15              | 7               | —       | —       | 52     | 23     |
| Borussia Dortmund | Celkem  | Celkem            | 90     | 23   | 17            | 8             | —            | —            | 32              | 9               | 1       | 1       | 140    | 41     |
| Manchester United | 2016/17 | Premier League    | 24     | 4    | 3             | 1             | 2            | 0            | 11              | 6               | 1       | 0       | 41     | 11     |
| Manchester United | 2017/18 | Premier League    | 15     | 1    | 1             | 0             | 1            | 0            | 4               | 1               | 1       | 0       | 22     | 2      |
| Manchester United | Celkem  | Celkem            | 39     | 5    | 4             | 1             | 3            | 0            | 15              | 7               | 2       | 0       | 63     | 13     |
| Arsenal           | 2017/18 | Premier League    | 11     | 2    | —             | —             | —            | —            | 6               | 1               | —       | —       | 17     | 3      |
| Arsenal           | 2018/19 | Premier League    | 25     | 6    | 0             | 0             | 3            | 0            | 10              | 0               | —       | —       | 38     | 6      |
| Arsenal           | 2019/20 | Premier League    | 3      | 0    | —             | —             | —            | —            | —               | —               | —       | —       | 3      | 0      |
| Arsenal           | Celkem  | Celkem            | 39     | 8    | 0             | 0             | 3            | 0            | 16              | 1               | —       | —       | 58     | 9      |
| AS Řím (host.)    | 2019/20 | Serie A           | 22     | 9    | 0             | 0             | —            | —            | 5               | 0               | —       | —       | 27     | 9      |
| AS Řím            | 2020/21 | Serie A           | 0      | 0    | 0             | 0             | —            | —            | 0               | 0               | —       | —       | 0      | 0      |
| AS Řím            | Celkem  | Celkem            | 22     | 9    | 0             | 0             | —            | —            | 5               | 0               | —       | —       | 27     | 9      |
| Celkem            | Celkem  | Celkem            | 366    | 125  | 45            | 19            | 6            | 0            | 101             | 23              | 5       | 1       | 526    | 168    |

1. 1 2 3 4 5 6 7 8  Zápasy v Lize mistrů UEFA
2. 1 2 3 4 5 6 7  Zápasy v Evropské lize UEFA
3. 1 2  Zápasy v Ukrajinském superpoháru
4. ↑  Zápasy v DFL-Supercupu
5. ↑  Zápasy v Community Shield
6. ↑  Zápasy v Superpoháru UEFA

### Reprezentační
K zápasu odehranému 8. září 2019
| Arménie | Arménie | Arménie |
| Rok     | Zápasy  | Góly    |
| ------- | ------- | ------- |
| 2007    | 2       | 0       |
| 2008    | 5       | 0       |
| 2009    | 7       | 1       |
| 2010    | 5       | 3       |
| 2011    | 8       | 4       |
| 2012    | 8       | 2       |
| 2013    | 8       | 2       |
| 2014    | 7       | 4       |
| 2015    | 6       | 0       |
| 2016    | 5       | 3       |
| 2017    | 9       | 6       |
| 2018    | 10      | 1       |
| 2019    | 6       | 3       |
| Celkem  | 86      | 29      |

#### Reprezentační góly
K zápasu odehranému 8. září 2019. Skóre a výsledky Arménie jsou vždy zapisovány jako první
| Gól | Datum              | Místo                                                        | Zápas | Soupeř                | Skóre | Výsledek | Soutěž                                |
| --- | ------------------ | ------------------------------------------------------------ | ----- | --------------------- | ----- | -------- | ------------------------------------- |
| 1.  | 28. března 2009    | Stadion republiky Vazgena Sargsjana, Jerevan, Arménie        | 9.    | Estonsko              | 1:0   | 2:2      | Kvalifikace na Mistrovství světa 2010 |
| 2.  | 25. května 2010    | Stadion republiky Vazgena Sargsjana, Jerevan, Arménie        | 15.   | Uzbekistán            | 1:0   | 3:1      | Přátelský zápas                       |
| 3.  | 8. října 2010      | Stadion republiky Vazgena Sargsjana, Jerevan, Arménie        | 18.   | Slovensko             | 3:1   | 3:1      | Kvalifikace na Euro 2012              |
| 4.  | 12. října 2010     | Stadion republiky Vazgena Sargsjana, Jerevan, Arménie        | 19.   | Andorra               | 2:0   | 5:0      | Kvalifikace na Euro 2012              |
| 5.  | 2. září 2011       | Estadi Comunal d'Andorra la Vella, Andorra la Vella, Andorra | 24.   | Andorra               | 3:0   | 3:0      | Kvalifikace na Euro 2012              |
| 6.  | 6. září 2011       | Štadión pod Dubňom, Žilina, Slovensko                        | 25.   | Slovensko             | 2:0   | 4:0      | Kvalifikace na Euro 2012              |
| 7.  | 7. října 2011      | Stadion republiky Vazgena Sargsjana, Jerevan, Arménie        | 26.   | Severní Makedonie     | 3:1   | 4:1      | Kvalifikace na Euro 2012              |
| 8.  | 11. října 2011     | Aviva Stadium, Dublin, Irsko                                 | 27.   | Irsko                 | 1:2   | 1:2      | Kvalifikace na Euro 2012              |
| 9.  | 12. října 2012     | Stadion republiky Vazgena Sargsjana, Jerevan, Arménie        | 34.   | Itálie                | 1:1   | 1:3      | Kvalifikace na Mistrovství světa 2014 |
| 10. | 14. listopadu 2012 | Stadion republiky Vazgena Sargsjana, Jerevan, Arménie        | 35.   | Litva                 | 3:0   | 4:2      | Přátelský zápas                       |
| 11. | 11. června 2013    | Parken Stadium, Kodaň, Dánsko                                | 39.   | Dánsko                | 4:0   | 4:0      | Kvalifikace na Mistrovství světa 2014 |
| 12. | 15. října 2013     | Stadio San Paolo, Neapol, Itálie                             | 43.   | Itálie                | 2:1   | 2:2      | Kvalifikace na Mistrovství světa 2014 |
| 13. | 27. května 2014    | Stade de la Fontenette, Carouge, Švýcarsko                   | 45.   | SAE                   | 2:1   | 4:3      | Přátelský zápas                       |
| 14. | 27. května 2014    | Stade de la Fontenette, Carouge, Švýcarsko                   | 45.   | SAE                   | 3:2   | 4:3      | Přátelský zápas                       |
| 15. | 6. června 2014     | Coface Arena, Mainz, Německo                                 | 47.   | Německo               | 1:1   | 1:6      | Přátelský zápas                       |
| 16. | 7. září 2014       | Parken Stadium, Kodaň, Dánsko                                | 49.   | Dánsko                | 1:0   | 1:2      | Kvalifikace na Euro 2016              |
| 17. | 29. května 2016    | StubHub Center, Carson, USA                                  | 58.   | Guatemala             | 1:1   | 7:1      | Přátelský zápas                       |
| 18. | 29. května 2016    | StubHub Center, Carson, USA                                  | 58.   | Guatemala             | 4:1   | 7:1      | Přátelský zápas                       |
| 19. | 29. května 2016    | StubHub Center, Carson, USA                                  | 58.   | Guatemala             | 5:1   | 7:1      | Přátelský zápas                       |
| 20. | 26. března 2017    | Stadion republiky Vazgena Sargsjana, Jerevan, Arménie        | 62.   | Kazachstán            | 1:0   | 2:0      | Kvalifikace na Mistrovství světa 2018 |
| 21. | 4. června 2017     | Stadion republiky Vazgena Sargsjana, Jerevan, Arménie        | 63.   | Svatý Kryštof a Nevis | 2:0   | 5:0      | Přátelský zápas                       |
| 22. | 4. června 2017     | Stadion republiky Vazgena Sargsjana, Jerevan, Arménie        | 63.   | Svatý Kryštof a Nevis | 3:0   | 5:0      | Přátelský zápas                       |
| 23. | 8. října 2017      | Astana Arena, Astana, Kazachstán                             | 68.   | Kazachstán            | 1:0   | 1:1      | Kvalifikace na Mistrovství světa 2018 |
| 24. | 9. listopadu 2017  | Stadion republiky Vazgena Sargsjana, Jerevan, Arménie        | 69.   | Bělorusko             | 2:0   | 4:1      | Přátelský zápas                       |
| 25. | 13. listopadu 2017 | Stadion republiky Vazgena Sargsjana, Jerevan, Arménie        | 70.   | Kypr                  | 3:1   | 3:2      | Přátelský zápas                       |
| 26. | 16. října 2018     | Stadion republiky Vazgena Sargsjana, Jerevan, Arménie        | 78.   | Severní Makedonie     | 4:0   | 4:0      | Liga národů 2018/19                   |
| 27. | 23. března 2019    | Stadion Grbavica, Sarajevo, Bosna a Hercegovina              | 81.   | Bosna a Hercegovina   | 1:2   | 1:2      | Kvalifikace na Euro 2020              |
| 28. | 8. září 2019       | Stadion republiky Vazgena Sargsjana, Jerevan, Arménie        | 86.   | Bosna a Hercegovina   | 1:0   | 4:2      | Kvalifikace na Euro 2020              |
| 29. | 8. září 2019       | Stadion republiky Vazgena Sargsjana, Jerevan, Arménie        | 86.   | Bosna a Hercegovina   | 2:1   | 4:2      | Kvalifikace na Euro 2020              |